# Sporting Clube de Portugal 1967-1968
Questa voce raccoglie le informazioni riguardanti lo Sporting Clube de Portugal nelle competizioni ufficiali della stagione 1967-1968.

## Stagione
Nella stagione 1967-1968 lo Sporting Lisbona, allenato da Fernando Caiado, terminò il campionato al secondo posto a quattro punti dal Benfica. In coppa nazionale i Leões furono eliminati al secondo turno dal Vitória Setúbal allo spareggio. Il cammino europeo dello Sporting si fermò al terzo turno di Coppa delle Fiere, dove fu battuto dagli svizzeri dello Zurigo.

## Maglie e sponsor
|  | Casa |

## Rosa
| N. |                       | Ruolo | Calciatore           |
| -- | --------------------- | ----- | -------------------- |
| -  | Portogallo (bandiera) | P     | Joaquim Carvalho     |
| -  | Portogallo (bandiera) | P     | José Barroca         |
| -  | Portogallo (bandiera) | P     | Vítor Damas          |
| -  | Portogallo (bandiera) | D     | Alexandre Baptista   |
| -  | Portogallo (bandiera) | D     | Pedro Gomes          |
| -  | Portogallo (bandiera) | D     | José Carlos          |
| -  | Portogallo (bandiera) | D     | João Morais          |
| -  | Portogallo (bandiera) | D     | Hilário da Conceição |
| -  | Portogallo (bandiera) | D     | Manaca               |
| -  | Portogallo (bandiera) | D     | Armando Manhiça      |
| -  | Portogallo (bandiera) | D     | Francisco Caló       |
| -  | Brasile (bandiera)    | C     | José Morais          |
| -  | Portogallo (bandiera) | C     | Fernando Mendes      |

| N. |                       | Ruolo | Calciatore         |
| -- | --------------------- | ----- | ------------------ |
| -  | Portogallo (bandiera) | C     | Vítor Gonçalves    |
| -  | Portogallo (bandiera) | C     | Lourenço Sitoe     |
| -  | Portogallo (bandiera) | C     | Fernando Peres     |
| -  | Portogallo (bandiera) | C     | Daniel Silva       |
| -  | Portogallo (bandiera) | C     | João Carlos        |
| -  | Portogallo (bandiera) | C     | Carlos Barão       |
| -  | Portogallo (bandiera) | A     | Marinho            |
| -  | Portogallo (bandiera) | A     | Ernesto Figueiredo |
| -  | Portogallo (bandiera) | A     | João Leitão        |
| -  | Portogallo (bandiera) | A     | João Lourenço      |
| -  | Portogallo (bandiera) | A     | Manuel Duarte      |
| -  | Portogallo (bandiera) | A     | Adé                |
| -  | Portogallo (bandiera) | A     | Carlitos           |

## Risultati

### Taça de Portugal
| Arbitro: | Nunes |

|                 |           |                |
| Capitão-Mor 11’ | Marcatori | 87’ Figueiredo |

| Arbitro: | Carvalho |

|                                        |           |                 |
| Lourenço 14’ Figueiredo 80’ Leitão 89’ | Marcatori | 25’ Capitão-Mor |

| Setúbal 21 gennaio 1968 Secondo turno – Andata          | Vitória Setúbal | 1 – 1 referto | Sporting Lisbona |  |
| \| \| \| \| \| Pedras 60’ \| Marcatori \| 87’ Duarte \| |                 |               |                  |  |
|                                                         |                 |               |                  |  |
| Pedras 60’                                              | Marcatori       | 87’ Duarte    |                  |  |

| Lisbona 28 gennaio 1968 Secondo turno – Ritorno                                | Sporting Lisbona | 2 – 2 referto       | CUF Barreiro | Estádio José Alvalade |
| \| \| \| \| \| Figueiredo 22’ Barão 44’ \| Marcatori \| 47’ Petita 50’ Tomé \| |                  |                     |              |                       |
|                                                                                |                  |                     |              |                       |
| Figueiredo 22’ Barão 44’                                                       | Marcatori        | 47’ Petita 50’ Tomé |              |                       |

| 31 gennaio 1968 Secondo turno – Spareggio           | Vitória Setúbal | 1 – 0 referto | Sporting Lisbona |  |
| \| \| \| \| \| Petita 29’ (rig.) \| Marcatori \| \| |                 |               |                  |  |
|                                                     |                 |               |                  |  |
| Petita 29’ (rig.)                                   | Marcatori       |               |                  |  |

### Coppa delle Fiere
| Bruges 13 settembre 1967 Primo turno – Andata | Club Bruges | 0 – 0 referto | Sporting Lisbona | Stadio Jan Breydel (15 800 spett.)\| Arbitro: \| Machin \| |
| Arbitro:                                      | Machin      |               |                  |                                                            |

| Arbitro: | Medina Iglesias |

|                   |           |             |
| Lourenço 34’, 68’ | Marcatori | 36’ Lambert |

| Arbitro: | Handwerker |

|                              |           |           |
| Lourenço 4’ Peres 74’ (rig.) | Marcatori | 62’ Magli |

| Arbitro: | Wotava |

|              |           |           |
| Maraschi 20’ | Marcatori | 57’ Peres |

| Arbitro: | Riedel |

|                                  |           |  |
| Winiger 6’ Meyer 42’ Neumann 89’ | Marcatori |  |

| Arbitro: | Ott |

|              |           |  |
| Carlitos 22’ | Marcatori |  |

## Statistiche

### Statistiche di squadra
| Competizione      | Punti | Totale | Totale | Totale | Totale | Totale | Totale | DR  |
| Competizione      | Punti | G      | V      | N      | P      | Gf     | Gs     | DR  |
| ----------------- | ----- | ------ | ------ | ------ | ------ | ------ | ------ | --- |
| Primeira Divisão  | 37    | 26     | 17     | 3      | 6      | 48     | 24     | +24 |
| Taça de Portugal  | -     | 5      | 1      | 3      | 1      | 7      | 6      | +1  |
| Coppa delle Fiere | -     | 6      | 3      | 2      | 1      | 6      | 6      | 0   |
| Totale            | 37    | 37     | 21     | 8      | 8      | 61     | 36     | +25 |